# 田横五百义士冢
田横五百义士冢，位于山东省青岛市即墨区田横岛，是中华人民共和国山东省文物保护单位之一。
1992年6月12日，授予山东省文物保护单位，是一座古墓葬。